# Rudolf van der Haar
Rudolf „Ru“ Jacob van der Haar (* 6. Oktober 1913 in Banyumas, Java; † 15. Mai 1943 in Maumere, Timor) war ein niederländischer Hockeyspieler, der bei den Olympischen Spielen 1936 die Bronzemedaille erhielt.

## Sportliche Karriere
Rudolf van der Haar war Verteidiger beim Haagse Hockey en IJsclub. Er bestritt 24 Länderspiele für die niederländische Nationalmannschaft, in denen er zwei Tore erzielte.
Rudolf van der Haar debütierte 1931 im Nationalteam. 1936 in Berlin war er Mittelläufer in der niederländischen Mannschaft und wirkte in allen fünf Spielen mit. Die Niederländer gewannen ihre Vorrundengruppe, wobei sie unter anderem die Franzosen mit 3:1 bezwangen. Nach einer 0:3 Halbfinalniederlage gegen die deutsche Mannschaft trafen die Niederländer im Kampf um den dritten Platz erneut auf die Franzosen und siegten mit 4:3. Sein letztes Länderspiel absolvierte Rudolf van der Haar drei Wochen nach den Olympischen Spielen beim 1:8 gegen Olympiasieger Indien.
Rudolf van der Haar starb im Zweiten Weltkrieg in einem japanischen Internierungslager auf Timor.